# Albatros G.I
Albatros G.I (định dah công ty: Albatros L4) là một loại máy bay ném bom hai tầng cánh 4 động cơ của Đức trong Chiến tranh thế giới I.

## Tính năng kỹ chiến thuật (G.I)
Dữ liệu lấy từ The German Giants
Đặc tính tổng quan
- Kíp lái: 5+
- Chiều dài: 12 m (39 ft 4 in)
- Sải cánh: 27,3 m (89 ft 7 in)
- Diện tích cánh: 138 m2 (1.490 foot vuông)
- Động cơ: 4 × Mercedes D.II kiểu động cơ piston thằng hàng, làm mát bằng nước, 89,5 kW (120,0 hp) mỗi chiếc